# Combat de Fécamp
 (janvier 2025).
Si vous disposez d'ouvrages ou d'articles de référence ou si vous connaissez des sites web de qualité traitant du thème abordé ici, merci de compléter l'article en donnant les références utiles à sa vérifiabilité et en les liant à la section « Notes et références ».
 (janvier 2025).
La mise en forme du texte ne suit pas les recommandations de Wikipédia : il faut le « wikifier ».
Les points d'amélioration suivants sont les cas les plus fréquents :
- Les titres sont pré-formatés par le logiciel. Ils ne sont ni en capitales, ni en gras.
- Le texte ne doit pas être écrit en capitales (les noms de famille non plus), ni en gras, ni en italique, ni en « petit »…
- Le gras n'est utilisé que pour surligner le titre de l'article dans l'introduction, une seule fois.
- L'italique est rarement utilisé : mots en langue étrangère, titres d'œuvres, noms de bateaux, etc.
- Les citations ne sont pas en italique mais en corps de texte normal. Elles sont entourées par des guillemets français : « et ».
- Les listes à puces sont à éviter, des paragraphes rédigés étant largement préférés. Les tableaux sont à réserver à la présentation de données structurées (résultats, etc.).
- Les appels de note de bas de page (petits chiffres en exposant, introduits par l'outil «  Source ») sont à placer entre la fin de phrase et le point final[comme ça].
- Les liens internes (vers d'autres articles de Wikipédia) sont à choisir avec parcimonie. Créez des liens vers des articles approfondissant le sujet. Les termes génériques sans rapport avec le sujet sont à éviter, ainsi que les répétitions de liens vers un même terme.
- Les liens externes sont à placer uniquement dans une section « Liens externes », à la fin de l'article. Ces liens sont à choisir avec parcimonie suivant les règles définies. Si un lien sert de source à l'article, son insertion dans le texte est à faire par les notes de bas de page.
- La présentation des références doit suivre les conventions bibliographiques. Il est recommandé d'utiliser les modèles {{Ouvrage}}, {{Chapitre}}, {{Article}}, {{Lien web}} et/ou {{Bibliographie}}. Le mode d'édition visuel peut mettre en forme automatiquement les références.
- Insérer une infobox (cadre d'informations à droite) n'est pas obligatoire pour parachever la mise en page.

Pour une aide détaillée, merci de consulter Aide:Wikification.
Si vous pensez que ces points ont été résolus, vous pouvez retirer ce bandeau et améliorer la mise en forme d'un autre article.
Le combat de Fécamp est une bataille navale du Premier Empire qui s'est déroulée le 23 juillet 1805 au large de Fécamp et qui fait partie des Combats du rassemblement de l'Armée des côtes de l'Océan.

## Contexte
Alors que la France se préparait à envahir l’Angleterre et concentrait son Armée des côtes de l'Océan dans la région de Boulogne, le ralliement à Boulogne, Etaples, Wimereux et Ambleteuse de plus de 2 000 embarcations de débarquement expédiées de tous les points des côtes de France et de Hollande donna lieu à plusieurs batailles navales dont la majorité se soldèrent par une victoire française. Aussi, malgré leurs efforts les Britanniques ne purent empêcher la mise en place de la flottille de Boulogne.

## Déroulé
Le combat oppose un convoi de cannonières, de bateaux cannoniers et de péniches françaises escorté par les corvettes cannonières Foudre et Audacieuse à l'escadre britannique en Manche. Le convoi français était placé sous les ordres du capitaine de vaisseau Hamelin. L'escadre de blocus de la Royale Navy répondait aux ordres de l'amiral Calder.
La division du capitaine de vaisseau Hamelin qui s'était renforcée à Fécamp appareilla sous les yeux de l'escadre anglaise de blocus en direction de Dieppe. Les anglais avancèrent vers l'arrière-garde du convoi en profitant du vent qui se renforçait et de la mer qui grossissait. L'Audacieuse, commandée par le lieutenant de vaisseau Dominique Roquebert suppota l'essentiel de l'assaut jusqu'à ce que Hameli se porte à son secours avec la Foudre. Les deux corvettes-canonnières ainsi ralliées serrèrent les Anglais au feu jusqu'à petite portée de fusil et firent jouer sur eux, simultanément, l'artillerie et la mousqueterie. Les Anglais forcèrent leurs voiles pour se tirer du feu meurtrier des corvettes et se porter sur une partie de la ligne où ils n'auraient à combattre que les canonnières et les bateaux plats qu’ils supposaient, à cause de la grosseur de la mer, hors d'état de se servir avantageusement de leur artillerie. Mais les artilleurs français montraient de l'efficacité. L'enseigne de vaisseau Hilaire qui commandait trois canonnières dont les affûts à coulisses ne permettaient pas de tirer par le travers les fit virer de bord et courir droit sur les bâtiments anglais en faisant feu par devant. Ce feu qui se croisait avec celui des bâtiments français demeurés en ligne obligea les Anglais à prendre le large.
Deux heures après, les bâtiments anglais avaient réparé leurs avaries et changé quelques voiles. Ils revinrent à la charge. La bataille fut exécutée à bout portant, mais le capitaine Hamelin, considérant la mer trop grosse, refusa d'aborder les navires anglais. Le combat aucanon continua donc avec acharnement. Au bout d’une heure de ce massacre, les anglais, qui avaient eu plusieurs mâts coupés et leurs bas-mâts endommagés, décrochèrent et retraitèrent vers l'Angleterre.

## Conséquences
Les pertes furent nombreuses de part et d'autre mais la Royale Navy ne put empêcher le convoi de rallier Boulogne. Avec ce dernier apport, la flottille de Boulogne fut au complet.